# (6685) Бойцов
(6685) Бойцов (лат. Boitsov) — типичный астероид главного пояса, открыт 31 августа 1978 года советским астрономом Николаем Черных в Крымской астрофизической обсерватории и 11 февраля 1998 года назван в честь советского учёного Василия Бойцова.

## Обнаружение и именование
(6685) Бойцов
Открыт 31 августа 1978 года в Крымской астрофизической обсерватории Н. С. Черных.
Назван в память о специалисте по технологии машиностроения и стандартизации Василии Васильевиче Бойцове (1908—1997). С 1963 по 1984 год он возглавлял Государственный комитет СССР по стандартам и представлял свою страну в Международной организации по стандартизации, президентом которой был (1977—1979). Бойцов был инициатором и активным участником фундаментальных исследований по созданию стандартных измерительных систем. Название предложено Институтом теоретической астрономии и поддержано первооткрывателем.
Оригинальный текст (англ.)6685 Boitsov
Discovered 1978 Aug. 31 by N. S. Chernykh at the Crimean Astrophysical Observatory.
Named in memory of Vasilij Vasilʹevich Boitsov (Bojtsov, 1908—1997), specialist on the technology of mechanical engineering and standardization. From 1963 to 1984 he headed the U.S.S.R. State Committee for standards and represented his country in the International Organization for Standardization, of which he served as president (1977—1979). Boitsov was an initiator and active participant in fundamental research on the creation of standard measurement systems. Name suggested by the Institute of Theoretical Astronomy and supported by the discoverer.
Источники: 19980211/MPCPages.arc; M.P.C. 31296.

## Орбита

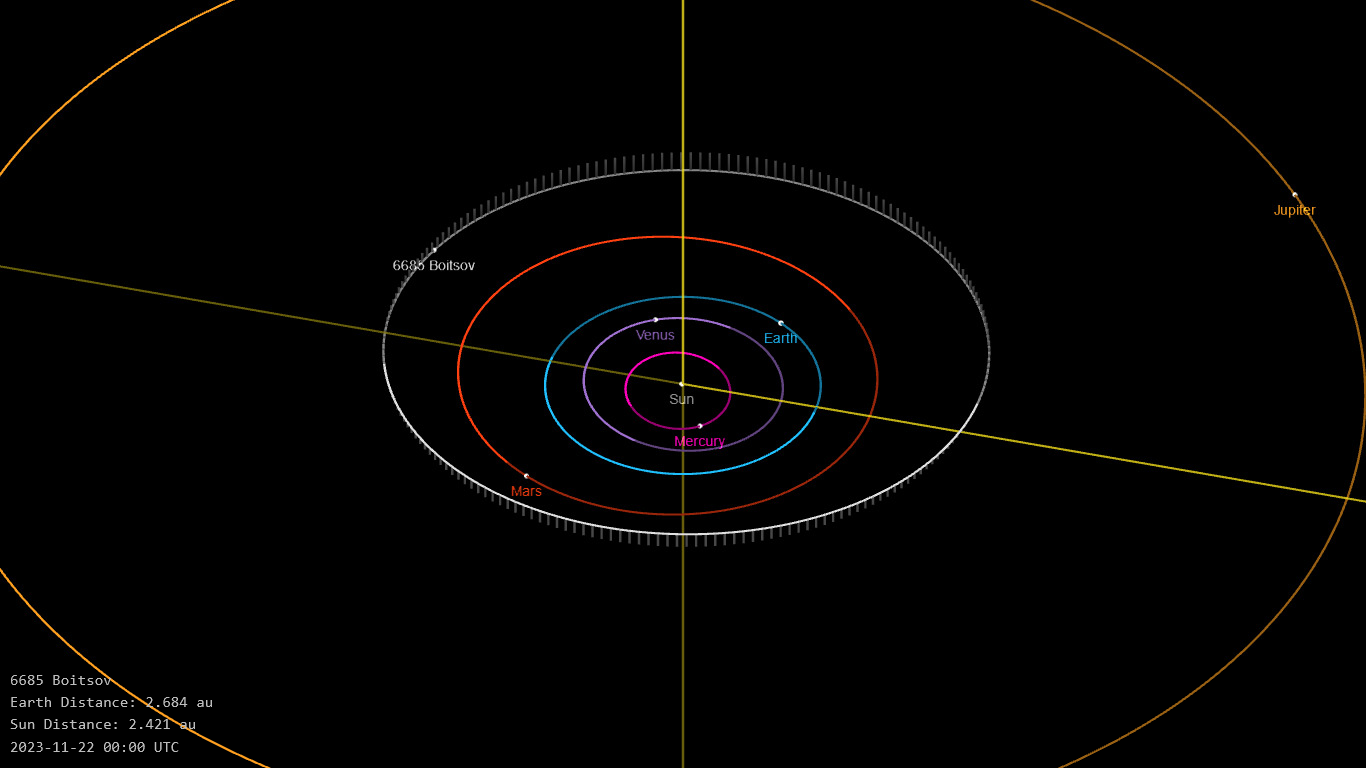
Орбита астероида Бойцов и его положение в Солнечной системе

## Физические характеристики
Астероид относится к таксономическому классу S.
По результатам наблюдений в видимом и ближнем инфракрасном диапазоне космического телескопа NEOWISE диаметр астероида оценивался равным 3,559±0,228 км. Согласно тем же источникам альбедо оценивается как 0,3502±0,0898 и 0,350±0,090.